# Lily Luik
Lily Luik (14 oktober 1985) is een atleet uit Estland.
Luik liep de Marathon van Turijn 2014, op de Europese kampioenschappen in 2014 en op het WK in 2015.

In 2016 liep Leila Luik de marathon op de Olympische Zomerspelen van Rio de Janeiro in 2016. Ze finishte als 97e.

## Familie
Lily Luik is samen met Liina Luik en Leila Luik een drieling, die alle drie marathons lopen.
- World Athletics: 14478987